# デ・トマソ・ロンシャン
ロンシャン（Longchamp ）はイタリアの自動車メーカー・デ・トマソが1972年から1989年まで生産したフロントエンジンの2ドア・クーペのプレスティッジ・カーである。ロンシャンという名称はフランス・パリのロンシャン競馬場に因んでいる。

## 概要
1970年にデビューしていた4ドア車・ドーヴィルのシャシーをベースにホイールベースを短縮し、「パンテーラ」と「ドーヴィル」を手がけたカロッツェリア・ギアのチーフ・スタイリスト、トム・ジャーダがデザインし、ギアが製造する2ドア2+2座席のノッチバックスタイルのボディを着せたモデルである。1972年のトリノ自動車ショーにおいて発表された。同じジャーダによるデザインでも、「ジャガー・XJ」に似ていた「ドーヴィル」とは異なり「パンテーラ」のような面構成のスタイルになっており、デ・トマソらしさを保っている。
エンジンについても「パンテーラ」や「ドーヴィル」と同じフォード・351C-4V V8が搭載され、「ドーヴィル」よりも軽量な車体のため、最高速度は10km/h速い240km/hと公表された。ドーヴィルよりもややスポーティーな性格付けのため、トランスミッションはフォード製3速オートマチック（C-6型「クルーズ・オ・マティック」）の他、ZF製5速マニュアルも選択可能で、後者は17台に装着された。
ロンシャンは1989年までに409台が生産された。日本にも輸入され、ガレーヂ伊太利屋が販売した。

## モデル
1975年にアレハンドロ・デ・トマソがマセラティを傘下に収めたことによって、翌1976年春のジュネーブ・モーターショーではピエトロ・フルアにロンシャンの前後を化粧直しさせて、マセラティ自製のV8エンジンを搭載した「マセラティ・キャラミ」が登場し、ロンシャンと並行して1983年まで生産された。
1980年のトリノ自動車ショーにおいて「ロンシャンGTS」が発表された。オーバーフェンダーと太いピレリP7タイヤが装着されたホットモデルである。同時にミラノのカロッツェリア・Pavesiが製造する2ドア・スパイダーも追加された。